# Протакрил
Протакри́л (пластична маса) — універсальний високоякісний клей і покриття, що дає після шліфування і полірування декоративну вологонепроникну поверхню. 
Широко застосовується в зуболікарській практиці. 
Нерозчинний у кислотах, лугах, мінеральних оливах. Чудово адгезує із різними матеріалами — металом, склом, порцеляною, пластмасою, деревом. 
Протакрил складається з порошку і рідини, які безпосередньо перед застосуванням змішують в співвідношенні 2: (1—1,1) у скляному або порцеляновому посуді і перемішують протягом 1—2 хвилин; при цьому треба уникати попадання бульбашок повітря в масу (шпатель при перемішуванні маси весь час повинен торкатись дна посуду). Порошок повинен повністю просочитися рідиною, поверхня маси повинна стати однорідною і блискучою. Готовність маси визначають появою ниток, що тягнуться за шпателем. Склеювані поверхні очищають від бруду і ретельно знежирюють ацетоном, бензином або яким-небудь іншим органічним розчинником. Наносити клей необхідно на обидві поверхні, потім сумістити їх і злегка стиснути. Повна полімеризація при температурі 40—45° настає через 15—20 хвилин, при кімнатній-через 30—70 хвилин. Для досягнення необхідної товщини покриття протакрил можна наносити на поверхню в декілька шарів. Місця, що не підлягають покриттю, змащують силіконовою оливою або натирають графітовим порошком. Дещо гірші результати дає звичайна соняшникова олія.